# 라이어 게임 (2014년 드라마)
《라이어 게임》은 2014년 10월 20일부터 2014년 11월 25일까지 tvN에서 방영된 드라마이다. 일본의 만화가 카이타니 시노부의 만화 라이어 게임을 원작으로 하고있다. 제작진은 일본 드라마의 리메이크가 아닌 원작 만화의 리메이크라고 밝혔다.

## 줄거리
카이타니 시노부의 만화를 바탕으로 하며 돈 앞에 놓인 인간의 다양한 군상을 담은 심리 추적극이다. 상대를 속이는 사람만이 승리하는 리얼리티 쇼 '라이어 게임'에 참가하게 된 바보라 불릴 만큼 솔직하고 정직한 성격의 빚쟁이 여대생과 최연소 심리학 교수 출신 천재 사기꾼의 이야기이다.

## 등장 인물

### 주요 인물
- 이상윤 : 하우진 역
- 김소은 : 남다정 역
- 신성록 : 강도영 역 (아역 : 유제건)

### 하우진 주변인물
- 최윤소 : 구자영 역
- 김영애 : 우진 모 역

### 남다정 주변인물
- 조재윤 : 조달구 역
- 엄효섭 : 다정 부 역

### 강도영 주변인물
- 차수연 : 이윤주 역
- 최진호 : 장철수 국장 역

### 게임 참가자
- 김익태 : 현정범 선생 역
- 이엘 : 오정아 / 제이미 역
- 이철민 : 전영철 / 불독 역
- 박노식 : 정용수 과장 역
- 장승조 : 김봉근 보좌관 역
- 이해영 : 고찬용 변호사 역
- 박재훈 : 구인기 역
- 김선화 : 홍인숙 / 삐삐도사 역
- 이시후 : 최성준 역

### 그외 인물들
- 이규복 : 배 사장 역
- 김민경 : 성자 역
- 박광재
- 박호산
- 이진권
- 최영도
- 이창직 : 신문사부장 역
- 조영훈
- 송민형

### 특별출연
- 이준혁
- 김경진
- 안석환
- 남명렬

## 시청률
최저 시청률과 최고 시청률은 시청률 조사회사와 지역별로 시청률에 차이가 있을 수 있습니다.
| 2014년      | 2014년      | 2014년                                         | 2014년          |
| 회차        | 방송일자    | 부제                                           | AGB 닐슨 시청률 |
| ----------- | ----------- | ---------------------------------------------- | --------------- |
| 제1회       | 10월 20일   | 제 1라운드 - 5억게임 Ⅰ                         | 0.866%          |
| 제2회       | 10월 21일   | 제 1라운드 - 5억게임 Ⅱ                         | 1.046%          |
| 제3회       | 10월 27일   | 제 2라운드 - 소수결 게임 Ⅰ                     | 0.903%          |
| 제4회       | 10월 28일   | 제 2라운드 - 소수결 게임 Ⅱ                     | 1.065%          |
| 제5회       | 11월 3일    | 패자부활전 - 정리해고 게임 Ⅰ                   | 0.828%          |
| 제6회       | 11월 4일    | 패자부활전 - 정리해고 게임 Ⅱ                   | 0.949%          |
| 제7회       | 11월 10일   | 제 4라운드 - 대통령 게임 Ⅰ                     | 0.807%          |
| 제8회       | 11월 11일   | 제 4라운드 - 대통령 게임 Ⅱ                     | 1.108%          |
| 제9회       | 11월 17일   | 제 5라운드 - 밀수 게임 Ⅰ                       | 0.907%          |
| 제10회      | 11월 18일   | 제 5라운드 - 밀수 게임 Ⅱ                       | 1.250%          |
| 제11회      | 11월 24일   | 파이널 라운드 - 패자부활전 + 라스트맨 스탠딩 Ⅰ | 0.804%          |
| 제12회      | 11월 25일   | 파이널 라운드 - 라스트맨 스탠딩 Ⅱ              | 0.989%          |
| 평균 시청률 | 평균 시청률 | 평균 시청률                                    | 0.960%          |

## 기타

### 더 지니어스 관련 논란
같은 tvN의 프로그램 더 지니어스 시리즈가 라이어 게임의 표절 논란을 받고있는 상황에서 진행된 라이어 게임 리메이크 드라마 인지라 논란이 되고있다.

## 같이 보기
- 라이어 게임 : 원작 만화.